# Бокс в Армении
Бокс (арм. բռնցքամարտ, брнтнскамарт, буквально «кулачный бой») считается одним из популярнейших видов спорта в Армении благодаря старинной традиции кулачных боёв Армянского нагорья. Школы любительского бокса появились в Российской империи в Армянской области в начале XX века, а к середине XX века бокс стал одним из традиционных видов спорта в Армянской ССР. Одним из выдающихся боксёров в истории Армении стал советский боксёр Владимир Енгибарян, победивший в категории до 63,5 кг на Олимпийских играх в Мельбурне и открывший множество боксёрских школ в Армении. В начале XXI века своего пика развития достигли как любительский, так и профессиональный виды бокса: из профессионалов наиболее известными являются Артур Абрахам и Вик Дарчинян.

## История

### Предыстория

Царь Вараздат, чемпион античных Олимпийских игр (современное изображение)

Кулачные бои были известны в Армянском нагорье с незапамятных времён: в регионе археологами были найдены петроглифы, на которых запечатлён бой между двумя мужчинами, похожий на кулачный бой или боксёрский поединок. Армянский царь Вараздат упоминается историками, как один из немногих иностранцев, участвовавших в античных Олимпиадах: согласно «Истории Армении» Мовсеса Хоренаци, он победил в одной из Олимпиад в кулачном бою. Некоторые историки полагают, что это произошло в 360-е годы, ещё до его вступления на трон (иногда указывается дата — 369 год); другие же полагают, что это произошло в 385 году, после свержения Манвелом. Так или иначе, но победа Вараздата увековечена в ныне действующем Олимпийском музее в Олимпии в виде памятной таблички.

### Новейшая история

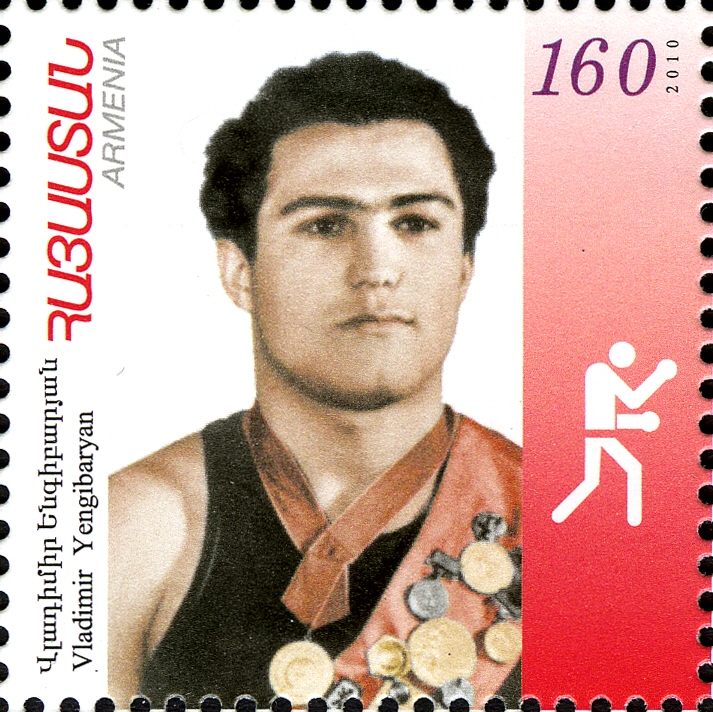
Почтовая марка с изображением Владимира Енгибаряна

В городе Шуша в 1910 году была открыта первая боксёрская школа, основанная Рубеном Арутюняном, жившим тогда в Англии. До 1920 года здесь проходили раз в два года боксёрские соревнования. В 1924 году Геворг Алиханян и Мхитар Айбабян открыли боксёрскую школу в Ленинакане, а Алханян организовал первые тренировки среди ереванских подростков через год. В 1931 году прошло первенство ССР Армении с участием около 30 человек; спорт развивался преимущественно в городах. Настоящую славу армянской школе принёс Владимир Енгибарян, выигравший золото Олимпиады в Мельбурне в 1956 году; пик армянского бокса пришёлся на период с 1970-х годов до распада СССР благодаря работе Енгибаряна, который за свою карьеру также был награждён званием Заслуженного мастера спорта СССР и орденом Трудового Красного Знамени, а после завершения карьеры занялся открытием ДЮСШ в Ереване и по всей Армении. Выдающимися фигурами того времени стали Мехак Казарян, чемпион Игр доброй воли 1986 года (до 57 кг) и Европы 1987 года (до 57 кг), и Исраел Акопкохян, трижды чемпион Европы и чемпион мира 1989 года (до 71 кг).
С 1991 года боксом заведует Федерация бокса Армении, вступившая в том же году в Европейскую ассоциацию любительского бокса и Международную ассоциацию бокса. Из профессиональных боксёров прославились Артур Абрахам и Вик Дарчинян, выигрывавшие титулы чемпионов мира IBF. Из любителей выделяются Ншан Мунчян (чемпион мира 1993 года в категории до 48 кг, обладатель Кубка мира в 1994 году в категории до 48 кг без единого поражения), Андраник Акопян (обладатель Кубка мира 2008 года в категории до 75 кг), Оганес Даниелян (чемпион Европы 2008 года в категории до 48 кг), Эдуард Амбарцумян (чемпион Европы 2008 года в категории до 64 кг) и Грачик Джавахян (чемпион Европы 2010 года в категории до 64 кг).
3 сентября 2011 года в Армении в ереванском спорткомплексе имени Карена Демирчяна прошёл первый профессиональный турнир; победу одержали все армянские боксёры в тот день, в том числе и Вик Дарчинян, победивший Эванса Мбамбу в поединке за титул чемпиона мира IBO (категория до 53 кг). В 2012 году в Ереване прошёл молодёжный чемпионат мира. В 2022 году столица Армении приняла взрослый чемпионат Европы по боксу.
По данным Статистического комитета Республики Армения, в 2021 году страна насчитывала 3036 боксёров (в том числе 62 женщины), а также 151 тренера по боксу.

## Достижения

### Олимпийские игры
В активе армянских боксёров четыре медали:
- 1956 год — Владимир Енгибарян (до 63,5 кг, золото)
- 1976 год — Давид Торосян (до 51 кг, бронза)
- 2008 год — Грачик Джавахян (до 60 кг, бронза)
- 2020 год — Оганес Бачков (до 63 кг, бронза)

### Профессионалы

#### Мужчины
| Боксёр        | Организация | Вес              | Годы                 |
| ------------- | ----------- | ---------------- | -------------------- |
| Вик Дарчинян  | IBF         | Наилегчайший     | 2004-2007            |
| Вик Дарчинян  | IBF         | 2-я наилегчайший | 2008-2009            |
| Вик Дарчинян  | WBC         | 2-я наилегчайший | 2008-2010            |
| Вик Дарчинян  | WBA         | 2-я наилегчайший | 2008-2010            |
| Артур Абрахам | IBF         | Средний вес      | 2005-2009            |
| Артур Абрахам | WBO         | 2-й средний вес  | 2012-2013, 2014—2016 |

#### Женщины
Первой чемпионкой — армянкой по национальности стала Сюзанна Кентикян, представляющая Германию.
| Боксёр           | Организация | Вес       | Годы      |
| ---------------- | ----------- | --------- | --------- |
| Сюзанна Кентикян | WBA         | Легчайший | 2007-2012 |
| Сюзанна Кентикян | WIBF        | Легчайший | 2007-2012 |
| Сюзанна Кентикян | WBO         | Легчайший | 2009-2012 |

### Чемпионаты мира (любители)
| Год               | Спортсмен       | Вес         | Медаль |
| ----------------- | --------------- | ----------- | ------ |
| Тампере 1993      | Ншан Мунчян     | До 48 кг    | 1      |
| Тампере 1993      | Аршак Авартакян | До 91 кг    | 3      |
| Берлин 1995       | Артур Микаелян  | До 54 кг    | 3      |
| Будапешт 1997     | Арам Рамазян    | До 54 кг    | 3      |
| Мяньян 2005       | Артак Малумян   | До 81 кг    | 3      |
| Милан 2009        | Андраник Акопян | До 75 кг    | 2      |
| Гамбург 2017      | Оганес Бачков   | До 64 кг    | 3      |
| Екатеринбург 2019 | Оганес Бачков   | До 63 кг    | 3      |
| Белград 2021      | Оганес Бачков   | До 63,5 кг  | 3      |
| Белград 2021      | Давид Чалоян    | Свыше 92 кг | 2      |
| Ташкент 2023      | Оганес Бачков   | До 63,5 кг  | 3      |
| Ташкент 2023      | Нарек Манасян   | До 92 кг    | 3      |

### Чемпионаты Европы

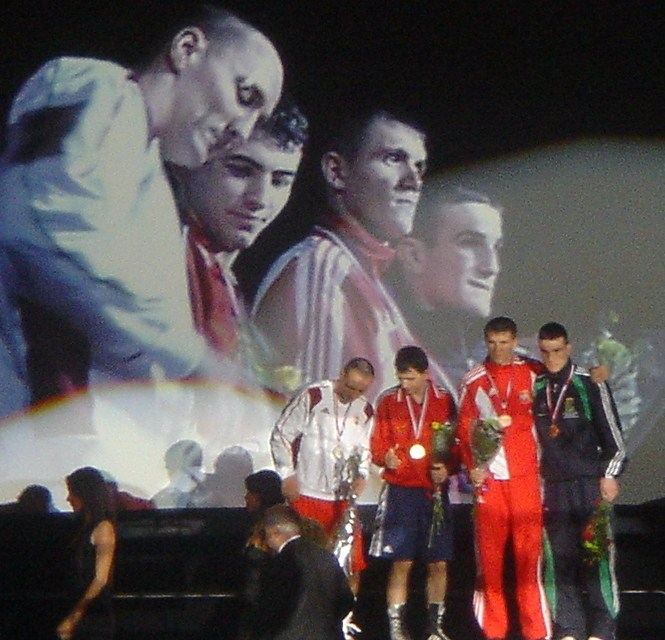
Эдуард Амбарцумян (слева), чемпион Европы 2008 года

| Год            | Спортсмен          | Вес         | Медаль |
| -------------- | ------------------ | ----------- | ------ |
| Бурса 1993     | Мехак Казарян      | До 60 кг    | 3      |
| Бурса 1993     | Армен Геворкян     | До 63,5 кг  | 3      |
| Минск 1998     | Вахтанг Дарчинян   | До 51 кг    | 3      |
| Минск 1998     | Артём Симонян      | До 57 кг    | 2      |
| Минск 1998     | Артур Геворкян     | До 60 кг    | 3      |
| Тампере 2000   | Арам Рамазян       | До 54 кг    | 3      |
| Тампере 2000   | Баграт Оганян      | Свыше 91 кг | 3      |
| Пермь 2002     | Марат Товмасян     | До 91 кг    | 3      |
| Пловдив 2006   | Оганес Даниелян    | До 48 кг    | 3      |
| Пловдив 2006   | Грачик Джавахян    | До 60 кг    | 2      |
| Ливерпуль 2008 | Оганес Даниелян    | До 48 кг    | 1      |
| Ливерпуль 2008 | Эдуард Амбарцумян  | До 64 кг    | 1      |
| Ливерпуль 2008 | Цолак Ананикян     | До 91 кг    | 2      |
| Москва 2010    | Оганес Даниелян    | До 48 кг    | 3      |
| Москва 2010    | Грачик Джавахян    | До 64 кг    | 1      |
| Москва 2010    | Артур Хачатрян     | До 81 кг    | 3      |
| Анкара 2011    | Владимир Саруханян | До 60 кг    | 3      |
| Минск 2013     | Арам Авагян        | До 56 кг    | 3      |
| Самоков 2015   | Арам Авагян        | До 56 кг    | 3      |
| Харьков 2017   | Оганес Бачков      | До 64 кг    | 1      |
| Минск 2019     | Артур Оганесян     | До 49 кг    | 1      |
| Минск 2019     | Карен Тонаканян    | До 60 кг    | 3      |
| Минск 2019     | Оганес Бачков      | До 64 кг    | 1      |
| Минск 2019     | Гор Нерсесян       | До 81 кг    | 3      |
| Ереван 2022    | Артур Базеян       | До 57 кг    | 2      |
| Ереван 2022    | Оганес Бачков      | До 63,5 кг  | 1      |
| Ереван 2022    | Рафаэль Оганесян   | До 86 кг    | 2      |
| Ереван 2022    | Нарек Манасян      | До 92 кг    | 3      |

### Кубок мира
| Год          | Спортсмен        | Вес      | Медаль |
| ------------ | ---------------- | -------- | ------ |
| Бангкок 1994 | Ншан Мунчян      | До 48 кг | 1      |
| Пекин 1998   | Вахтанг Дарчинян | До 51 кг | 3      |
| Пекин 1998   | Арам Рамазян     | До 54 кг | 3      |
| Пекин 1998   | Артём Симонян    | До 57 кг | 3      |
| Москва 2008  | Андраник Акопян  | До 75 кг | 1      |

## Комментарии
1. ↑  Согласно административно-территориальному делению Нагорно-Карабахской Республики (НКР), фактически контролировавшей город на тот момент, являлась административным центром Шушинского района НКР; согласно административно-территориальному делению Азербайджанской Республики — административным центром Шушинского района Азербайджана